# Купрейшвили, Варлам Несторович
Варлам Несторович Купрейшвили (1 мая 1907 года, Кутаисская губерния, Российская империя — 7 апреля 1978 года, Грузинская ССР) — директор Цхакаевской 1-й МТС, Грузинская ССР. Герой Социалистического Труда (1948).

## Биография
Родился в 1907 году в крестьянской семье в одном из сельских населённых пунктов Кутаисской губернии. После окончания местной школы трудился в сельском хозяйстве. В послевоенные годы — директор Цхакаевской 1-й МТС.
Благодаря деятельности работников Цхакаевской 1-й МТС сельскохозяйственные предприятия Цхакаевского района в 1947 году перевыполнили в целом по району плановый сбор кукурузы на 47,3 %. Указом Президиума Верховного Совета СССР от 21 февраля 1948 года удостоен звания Героя Социалистического Труда за «получение высоких урожаев пшеницы и кукурузы в 1947 году» с вручением ордена Ленина и золотой медали «Серп и Молот» (№ 867).
Этим же Указом званием Героя Социалистического Труда были награждены административные, хозяйственные и партийные деятели Цхакаевского района первый секретарь Цхакаевского райкома партии Александр Кварацхелия, председатель райисполкома Иосиф Берукович Гвадзабия, заведующий районным отделом сельского хозяйства Ной Ионович Гагуа, главный районный агроном Михаил Батломович Сабахтаришвили, а также труженики Цхакаевской МТС бригадир Валериан Иванович Хурция и старший механик Александр Михайлович Чубинидзе.
С 1958 года — директор ремонтно-технической станции Цхакаевского района. За выдающиеся трудовые показатели станции по итогам Семилетки (1959—1965) награждён Орденом «Знак Почёта».
С 1973 года — персональный пенсионер союзного значения. Дата смерти не установлена.
Награды
- Герой Социалистического Труда
- Орден Ленина
- Орден «Знак Почёта» (02.04.1966)